# Аккадън
Аккадън (на румънски: Alba) е село в окръг Тулча, Северна Добруджа, Румъния.

## История
До 1940 година в Аккадън има българско население, което се изселва в България по силата на подписаната през септември същата година Крайовската спогодба.